# Goldenes Schlitzohr
Das Goldene Schlitzohr ist eine Auszeichnung des Internationalen Clubs der Schlitzohren e.V. für Persönlichkeiten, die sich in „positiv cleverer“ Weise hervortun. Das Ziel des Internationalen Clubs der Schlitzohren ist es, bedürftigen Kindern weltweit zu helfen. Um dies zu erreichen, werden förderungswürdige Projekte ausgewählt und Spendengelder eingesetzt. Den Preisträgern winkt ein Ehrenpreis, dessen Höhe von den eingegangenen Spenden abhängt. In den letzten Jahren standen so jeweils 25.000 Euro zur Verfügung, welche die Gewinner im Sinne des Clubs der Schlitzohren auszugeben haben.

## Liste der Ehrenmitglieder und Preisträger seit 1985
- 1985 Franz Josef Strauß (Bayerischer Ministerpräsident)
- 1986 Friedrich Nowottny (Intendant des WDR)
- 1987 Peter Ustinov (Schauspieler, Schriftsteller, Regisseur)
- 1988 Ephraim Kishon (Satiriker)
- 1989 Lothar Späth (Ministerpräsident von Baden-Württemberg)
- 1991 Thomas Gottschalk (Entertainer, Showmaster, Schauspieler)
- 1992 Hans-Dietrich Genscher (Bundesaußenminister)
- 1994 Heide Simonis (Ministerpräsidentin von Schleswig-Holstein)
- 1995 Alfred Biolek (Talkmaster, Buchautor, Fernsehkoch)
- 1996 Mario Adorf (Schauspieler, Buchautor)
- 1997 Johannes Rau (Ministerpräsident von Nordrhein-Westfalen)
- 1998 Wim Duisenberg (Präsident der Europäischen Zentralbank)
- 1999 Sandra Maischberger (TV-Moderatorin)
- 2002 Karl Lehmann (Vorsitzender der Deutschen Bischofskonferenz)
- 2004 Jean-Claude Juncker (Präsident der Europäischen Kommission)
- 2006 Sabine Christiansen (TV-Moderatorin, UNICEF-Botschafterin)
- 2008 Helge Schneider (Unterhaltungskünstler, Schriftsteller, Film- und Theaterregisseur, Schauspieler und Multiinstrumentalist)
- 2011 Sky du Mont (Schauspieler und Autor)
- 2012 Eckart von Hirschhausen (Moderator, Zauberkünstler, Kabarettist, Comedian und Schriftsteller)
- 2013 Peter Maffay (Musiker)
- 2014 Bully Herbig (Schauspieler)
- 2017 Jan Josef Liefers und Axel Prahl (Schauspieler)
- 2018 Rolf Zuckowski (Musiker)